# علیرضا زمانی
علیرضا زمانی (زاده ۲۱ دی ۱۳۷۲ تهران) عنکبوت‌شناس ایرانی است.

## زندگی و تحصیلات
زمانی از کودکی به عنکبوت‌ها علاقه‌مند بود و بخش زیادی از وقت خود را صرف جمع‌آوری و نگهداری گونه‌های مختلف از آن‌ها می‌کرد. در دوران نوجوانی، به‌طور اتفاقی گونه‌ای از عنکبوت‌های  دارای اهمیت پزشکی را پیدا کرد که پیش‌تر گزارشی از حضور آن در ایران ثبت نشده بود. این یافته، همراه با تشویق‌های دبیر زیست‌شناسی‌اش، انگیزه‌ای شد تا به مطالعه جدی پراکنش و طبقه‌بندی عنکبوت‌های ایران بپردازد. او در ادامه، در رشته زیست‌شناسی جانوری دانشگاه تهران تحصیل کرد و مدرک کارشناسی و کارشناسی‌ارشد خود را از این دانشگاه دریافت نمود. سپس، مدرک دکترای خود را از دانشگاه تورکو، بر اساس رساله‌ای با عنوان عنکبوت‌های ایران – طبقه‌بندی، تنوع و پراکنش، اخذ کرد.

## فعالیت‌های علمی
بیشتر پژوهش‌های او در زمینهٔ رده‌بندی و جغرافیای زیستی عنکبوت‌ها است و به‌طور ویژه بر زیاگان قفقاز، خاورمیانه و آسیای مرکزی تمرکز دارد.
زمانی در اضافه شدن بیش از ۶۰۰ آرایه (خانواده، جنس و گونه) به فهرست عنکبوتیان ایران همکاری داشته و بیش از ۲۳۰ گونهٔ جدید برای علم از عنکبوت‌ها، عنکبوت‌های خرمن، عنکبوت‌های شلاقی و شبه‌عقرب‌ها را از کشورهای مختلف در آمریکای جنوبی، اروپا، آفریقا و آسیا توصیف و نامگذاری کرده‌است. از میان این گونه‌ها، دو گونه به نام بازیگران نقش مرد عنکبوتی، توبی مگوایر و اندرو گارفیلد، گونه‌ای به نام لئونارد کوهن، خواننده، ترانه‌سرا، شاعر و رمان‌نویس کانادایی، گونه‌ای به نام سدریک ویلانی، ریاضیدان و سیاستمدار فرانسوی، گونه‌ای از عنکبوت‌های گرگی به نام آراگوگ، عنکبوت افسانه‌ای سری کتاب‌های هری پاتر، و گونه‌ای از عنکبوت‌های مخملی با طرحی مشابه شخصیت خیالی جوکر به نام واکین فینیکس نامگذاری شدند. همچنین، در قسمت ۳۰ از فصل سوم برنامهٔ خندوانه، زمانی از نامگذاری یک گونهٔ جدید از عنکبوت‌ها به افتخار رامبد جوان با نام عنکبوت میرشکار رامبد جوان خبر داد. یکی دیگر از گونه‌های مهم توصیف‌شده توسط وی، تارانتولای طلای ایرانی است که در سال ۲۰۲۳ توصیف شد و نخستین گونه از سرده‌ی خود است که در ایران ثبت شده است. زمانی همچنین چندین گونهٔ جدید از عنکبوت‌ها را در زیستگاه‌های نامعمول، از جمله بیابان لوت و پهنه جزر و مدی خلیج فارس و دریای عمان، کشف کرده است. 
او به همراه دو نفر از همکارانش، از ارائه‌دهندگان فرضیه‌ای است که بر اساس آن، پرمو بودن تارانتولاها به عنوان یک استراتژی دفاعی در برابر مورچه‌های شکارچی تکامل یافته است.

## آرایه‌های معرفی شده برای علم
فهرست آرایه‌های تالیف شده توسط علیرضا زمانی در ویکی‌گونه

## نامگذاری‌های افتخاری
یک گونه از عنکبوت‌های قیف‌تنک و یک زیرگونه از پروانه‌های کاهی‌بال به افتخار وی نامگذاری شده‌اند.

## گزیدهٔ آثار

### کتاب‌ها
- زمانی، علیرضا؛ نادری، علیرضا (۱۴۰۱). حشرات و سایر بندپایان ایران. ایرانشناسی، ۳۲۴ صفحه.
- زمانی، علیرضا (۱۳۹۵). راهنمای میدانی عنکبوت‌ها و عقرب‌های ایران. ایرانشناسی، ۳۶۰ صفحه.

### مقاله‌ها
- Zamani, A., Faltýnek Fric, Z., Gante, H. F., Hopkins, T. E., Orfinger, A. B., Scherz, M. D., Sucháčková Bartoňová, A. & Dal Pos, D. (2022): DNA barcodes on their own are not enough to describe a species. Systematic Entomology 47(3): 385–389. PDF
- Zamani, A., Stockmann, M., Magalhaes, I. L. F. & Rheims, C. A. (2022): New taxonomic considerations in the spitting spider family Scytodidae (Arachnida: Araneae). Zootaxa 5092(2): 151–175. Abstract
- Zamani, A., Chatzaki, M., Esyunin, S. L. & Marusik, Y. M. (2021): One new genus and nineteen new species of ground spiders (Araneae: Gnaphosidae) from Iran, with other taxonomic considerations. European Journal of Taxonomy 751: 68–114. PDF
- Zamani, A. & Marusik, Y. M. (2021): Revision of the spider family Zodariidae (Arachnida, Araneae) in Iran and Turkmenistan, with seventeen new species. ZooKeys 1035: 145–193. PDF
- Zamani, A., Mirshamsi, O. & Marusik, Y. M. (2021): ‘Burning Violin’: the medically important spider genus Loxosceles (Araneae: Sicariidae) in Iran, Turkmenistan, and Afghanistan, with two new species. Journal of Medical Entomology 58(2): 666–675. Abstract
- Zamani, A., Vahtera, V., Sääksjärvi, I. E. & Scherz, M. D. (2021): The omission of critical data in the pursuit of ‘revolutionary’ methods to accelerate the description of species. Systematic Entomology 46(1): 1–4. PDF
- Zamani, A. & Marusik, Y. M. (2020): A new and easternmost species of Loureedia (Aranei: Eresidae) from Iran. Arthropoda Selecta 29(2): 239–243. PDF
- Zamani, A., Seiedy, M., Saboori, A. & Marusik, Y. M. (2018): The spider genus Pterotricha in Iran, with the description of a new genus (Araneae, Gnaphosidae). ZooKeys 777: 17–41. PDF
- Miranda, G. S. & Zamani, A. (2018): Filling the gap of whip spider distribution in Asia: Phrynichus persicus sp.n. (Arachnida, Amblypygi), a new Phrynichidae from Iran. Zootaxa 4413(2): 339–350. Abstract
- Nadolny, A. A. & Zamani, A. (2017): A new species of burrowing wolf spiders (Araneae: Lycosidae: Lycosa) from Iran. Zootaxa 4286(4): 597–600. Abstract
- Marusik, Y. M. & Zamani, A. (2015): Additional new species of Filistatidae (Aranei) from Iran. Arthropoda Selecta 24(4): 429–435. PDF